# Confessore (sacerdote)

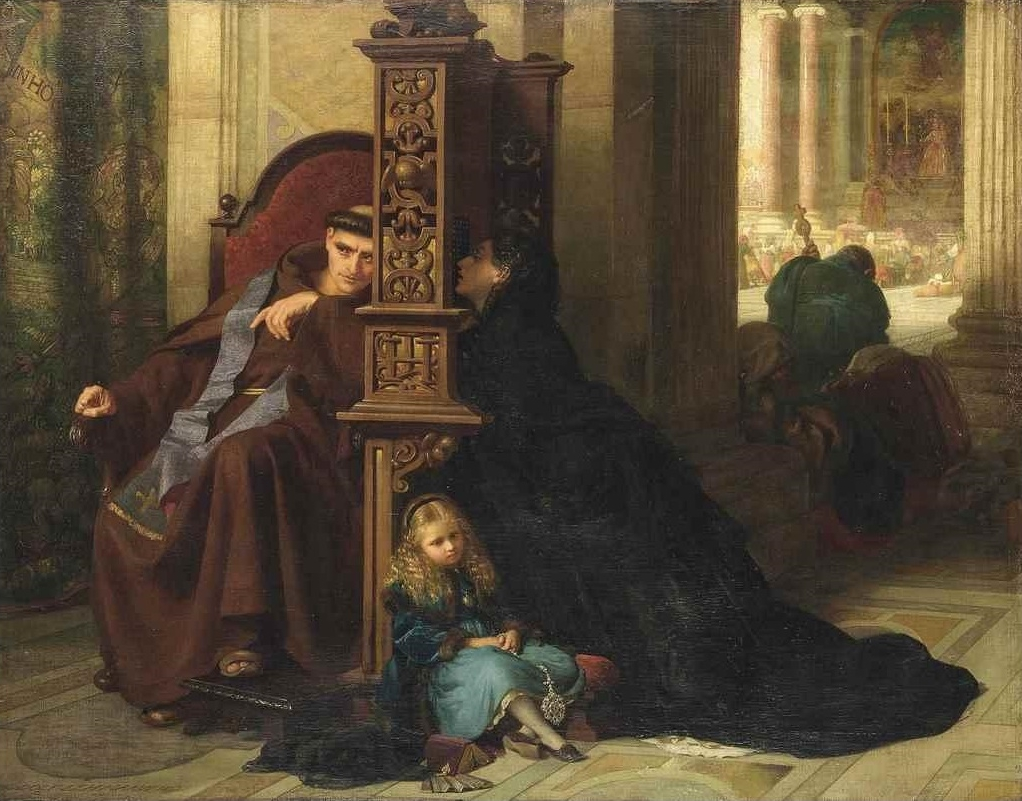
Henri Lehmann, Il Confessionale, 1872.

Un confessore, nella religione cristiana, è un sacerdote che amministra il sacramento della penitenza attraverso l'atto della confessione. Storicamente, il termine ha ampliato la sua accezione (rispetto al significato iniziale) coincidendo in alcuni casi con il ruolo di padre spirituale.

## Confessore reale
I confessori dei re ricoprivano un ruolo più o meno importante in tutte le corti cattoliche. In particolare, per le grandi monarchie autoritarie emerse nell'Europa occidentale all'inizio dell'Età Moderna (Regno di Francia, Regno Unito e monarchia spagnola – dal 1640, Spagna e Portogallo), la scelta di un confessore reale, o di un confessore del re era una questione di Stato. Il confessore, in molti casi, fungeva da consigliere più vicino al re, l'unica persona con cui poteva consultarsi sui suoi problemi con la certezza che le sue parole non sarebbero trapelate, poiché protette dal segreto confessionale.

### Confessore del Re Cristianissimo
I re di Francia, che portavano il titolo onorifico di Re Cristianissimo, concessero l'ufficio di confessore a ecclesiastici prestigiosi, come Sugerio, abate benedettino di Saint-Denis.
Già in età moderna, Edmond Auger fu il primo confessore gesuita del re Enrico III.

### Confessore di Sua Maestà Cattolica

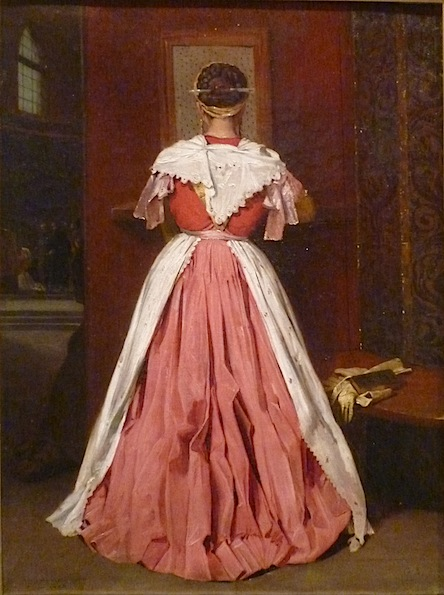
Guillaume Bodinier, Contadina di Frascati al confessionale, 1826.

Il confessore reale era una delle cariche di corte più importanti nell'Antico Regime spagnolo, poiché le sue funzioni andavano ben oltre l'ascolto della confessione di Sua Maestà Cattolica, fungendo da consulente su ogni tipo di questione (spirituale e temporale) e intervenendo in ogni tipo di nomina (ecclesiastica e civile).
I confessori stessi ricoprivano cariche ecclesiastiche e persino civili. Otto di loro furono anche nominati Inquisitori Generali (di cui sei erano domenicani, l'ordine più strettamente associato a tale istituzione). La posizione di confessore ricadeva solitamente su membri di determinati ordini religiosi; la scelta dell'uno o dell'altro era una questione di particolare gravità e fonte di sospetto tra loro.
La figura del confessore del monarca emerse nelle monarchie peninsulari a partire dal tardo Medioevo.
Parallelamente al rafforzamento del potere reale, la figura del confessore del re acquisì forza sia per il suo ministero presso il sovrano sia per la sua influenza sulle sue decisioni politiche.

### In Inghilterra
Enrico VIII d'Inghilterra si guadagnò il titolo di Fidei Defensor per la sua difesa del dogma cattolico contro Lutero nel 1521, sebbene si separò da Roma poco dopo (nel 1534). Ebbe diversi confessori: John Longland, vescovo di Lincoln (vicino ad umanisti europei come Juan Luis Vives); John Fisher, vescovo di Rochester (che si oppose all'annullamento del matrimonio del re e fu condannato a morte; fu poi canonizzato dalla Chiesa cattolica); e Nicholas Heath, il suo successore (che battezzò Edoardo VI).
Nell'alto medioevo inglese, ci fu un re chiamato Edoardo il Confessore, ma questo appellativo non si riferisce a nessuna carica ecclesiastica, bensì al suo status di santo.